# Rainieria boliviana
Rainieria boliviana är en tvåvingeart som beskrevs av Willi Hennig 1935. Rainieria boliviana ingår i släktet Rainieria och familjen skridflugor.
Artens utbredningsområde är Bolivia. Inga underarter finns listade i Catalogue of Life.